# Ейский морской порт
Морской порт Ейск — международный грузовой порт, расположенный в городе Ейске, на южном берегу Таганрогского залива Азовского моря, у основания Ейской косы.
Основан в 1848 году после присоединения Кубани к России в результате победоносной войны с Турцией.
Основная номенклатура грузов — уголь, металлопрокат, зерно и агропродукты.
Принимаются и отправляются грузы в порты государств Чёрного и Средиземного морей: Турции, Греции, Италии, Израиля, Египта, Болгарии и др.
В настоящее время услуги по перевалке грузов осуществляют следующие стивидорные компании:
- ОАО «Ейский морской порт»
- ОАО «Ейский портовый элеватор»
- ООО «Ейск — Порт — Виста»
- ООО «Директория — Новый морской порт»
- ООО «Ейск — Приазовье — Порт»
- ЗАО «Азовская судоремонтная компания»

## Грузооборот
- 2009: 4,3 млн.т.[1]
- 2016: 4,3 млн. т. (+10,2 %)[2]